# Moringhem
Moringhem és un municipi francès situat al departament del Pas de Calais i a la regió dels Alts de França. L'any 2007 tenia 464 habitants.

## Demografia

### Població
El 2007 la població de fet de Moringhem era de 464 persones. Hi havia 178 famílies de les quals 33 eren unipersonals (21 homes vivint sols i 12 dones vivint soles), 62 parelles sense fills, 75 parelles amb fills i 8 famílies monoparentals amb fills.
La població ha evolucionat segons el següent gràfic:
Habitants censats

### Habitatges
El 2007 hi havia 180 habitatges, 173 eren l'habitatge principal de la família, 3 eren segones residències i 3 estaven desocupats. 179 eren cases i 1 era un apartament. Dels 173 habitatges principals, 147 estaven ocupats pels seus propietaris, 20 estaven llogats i ocupats pels llogaters i 6 estaven cedits a títol gratuït; 1 tenia una cambra, 6 en tenien dues, 11 en tenien tres, 37 en tenien quatre i 117 en tenien cinc o més. 149 habitatges disposaven pel capbaix d'una plaça de pàrquing. A 75 habitatges hi havia un automòbil i a 84 n'hi havia dos o més.

### Piràmide de població
La piràmide de població per edats i sexe el 2009 era:
| Homes | Edats   | Dones |
| ----- | ------- | ----- |
| 0     | 95 o +  | 0     |
| 0     | 90 a 94 | 0     |
| 4     | 85 a 89 | 0     |
| 0     | 80 a 84 | 4     |
| 8     | 75 a 79 | 4     |
| 12    | 70 a 74 | 16    |
| 12    | 65 a 69 | 16    |
| 0     | 60 a 64 | 12    |
| 16    | 55 a 59 | 4     |
| 16    | 50 a 54 | 8     |
| 12    | 45 a 49 | 24    |
| 12    | 40 a 44 | 4     |
| 16    | 35 a 39 | 12    |
| 24    | 30 a 34 | 8     |
| 12    | 25 a 29 | 12    |
| 8     | 20 a 24 | 8     |
| 4     | 15 a 19 | 8     |
| 12    | 10 a 14 | 8     |
| 8     | 5 a 9   | 8     |
| 12    | 0 a 4   | 16    |

## Economia
El 2007 la població en edat de treballar era de 294 persones, 216 eren actives i 78 eren inactives. De les 216 persones actives 196 estaven ocupades (110 homes i 86 dones) i 19 estaven aturades (10 homes i 9 dones). De les 78 persones inactives 20 estaven jubilades, 32 estaven estudiant i 26 estaven classificades com a «altres inactius».

### Ingressos
El 2009 a Moringhem hi havia 176 unitats fiscals que integraven 472 persones, la mediana anual d'ingressos fiscals per persona era de 16.792 €.

### Activitats econòmiques
Dels 6 establiments que hi havia el 2007, 1 era d'una empresa de fabricació d'altres productes industrials, 1 d'una empresa de construcció, 1 d'una empresa de comerç i reparació d'automòbils, 2 d'empreses d'hostatgeria i restauració i 1 d'una empresa de serveis.
Dels 3 establiments de servei als particulars que hi havia el 2009, 2 eren tallers de reparació d'automòbils i de material agrícola i 1 empresa de construcció.
L'any 2000 a Moringhem hi havia 18 explotacions agrícoles que ocupaven un total de 630 hectàrees.

## Equipaments sanitaris i escolars
El 2009 hi havia una escola maternal integrada dins d'un grup escolar amb les comunes properes formant una escola dispersa.

## Poblacions més properes
El següent diagrama mostra les poblacions més properes.